# 科孚市立剧院
科孚市立剧院（希臘語：Δημοτικό Θέατρο Κέρκυρας；Municipal Theatre of Corfu）是希腊科孚岛的一个剧院，从1902年到1943年曾是科孚岛主要的剧院和歌剧院，也是欧洲首屈一指的剧院和歌剧院之一，在艺术和巴尔干历史上均颇具影响。1916年流亡的塞尔维亚议会在此集会，决定成立南斯拉夫王国。。该剧院为科孚圣雅各伯贵族剧院的继承者（现为科孚市政厅）。1943年的纳粹德国空军空袭将其摧毁。